# Dragon Ball Z Gaiden: Saiyajin Zetsumetsu Keikaku
Dragon Ball Z Gaiden: Saiyajin Zetsumetsu Keikaku (外伝サイヤ人絶滅計画?) es un videojuego de NES basado en el anime Dragon Ball Z. Su historia es una gaiden, y fue adaptada en una OVA de 2 episodios; esta a su vez fue adaptada a un video interactivo para Playdia llamado Shin Saiyajin Zetsumetsu Keikaku.

## Argumento
Goku y Gohan son contactados por Mr. Popo ya que un gas extraterrestre, llamado Gas Destron (デストロンガス Desutoron Gasu?), está debilitando la naturaleza. Goku y Gohan van a buscar a Bulma pero ella no encuentra ninguna información sobre el gas, saliendo de allí Mr. Popo les informa de la existencia de 4 máquinas que producen el gas en cuatro locaciones diferentes: el cañón Grand Apollo (グランドアポロン Gurando Aporon?), el desierto del oeste (西の砂漠 nishi no sabaku?), el volcán Pogo Pogo (ポゴポゴ火山 Pogo Pogo Kazan?) en la Isla Bunbuku (ブンブク島 Bunbuku Tō?) y el continente de hielo (氷の大陸 Kōri no tairiku?). Cuando logran destruir las cuatro máquinas, con ayuda de Piccolo. Vegeta y Trunks, Dende les avisa de la existencia de una quinta en la torre Tongari (トンガリタワー Tongari Tawā?), situada en la Capital del Oeste. Los guerreros Z intentan destruir esta máquina pero un campo de fuerza no los deja, y pronto son atacados por los guerreros fantasma, que después logran fácilmente vencer gracias al consejo de Kaiō sama, quien también les informa que para destruir la quinta máquina deben vencer al verdadero enemigo que se encuentra en otro planeta.
Goku y compañía se marchan hacia el Planeta Oscuro (暗黒惑星 Ankoku Wakusei?), donde se enfrentan al Dr. Lychee y a Hatchhyack.

## Personajes
| Peleadores: | Son Gokū | Son Gohan | Piccolo | Trunks   | Vegeta*   |                |
| Soporte:    | Bulma    | Chichi    | Dende   | Mr. Popo | Dr. Brief | Kaiō del Norte |

*Vegeta es manejado por la computadora, no por el jugador.

### Personajes exclusivos

#### Dr. Lychee
El Dr. Lychee (ドクターライチー Dokutā Raichī?), junto al Dr. Myu y a Baby, es un Tsufurujin sobreviviente a la conquista del planeta Plant por parte de los Saiyajin. Creó una máquina para destruir a los Saiyajin llamada Hatchhyack, pero cuando estuvo listo para atacar solo quedaban 4 Saiyajin, estos vivían en la tierra por lo que decidió poner en peligro el planeta para atraerlos hacia su guarida. Su nombre proviene del inglés Lychee (ライチー Raichī?, lichi), una fruta.

#### Hatchhyack
Hatchhyack (ハッチヒャック  Hatchihyakku?) es una máquina creada por el Dr. Lychee para destruir a los Saiyajin. Esta máquina concentraba el odio de un espíritu en un ser tangible llamado guerrero fantasma. Cuando el Dr. Raichi fue destruido Hatchhyack tomo forma humanoide para pelear contra los Saiyajin. Su nombre proviene del japonés yaoya (八百屋?  frutería), los dos primeros Kanji pueden ser leídos hachi hyaku.

## Guerreros fantasma
Los guerreros fantasma fueron creados por la máquina Hatchhyack a partir del odio que sentían estos personajes hacia los Saiyajin. Los guerreros fantasma que fueron creados son:
- Freeza: Enemigo de la serie.
- Cooler: Aparece en 2 películas, Tobikkiri no saikyō tai saikyō y Gekitotsu!! 100 oku power no senshitachi.
- Slug: Aparece en la película Chō saiyajin da Son Gokū
- Tullece: Aparece en la película Chikyū marugoto chōkessen.
- Dr. Lychee: Aparece únicamente en Dragon Ball Z Gaiden: Saiyajin Zetsumetsu Keikaku.

## Otras versiones

### OVA
Primera parte (上巻 Jōkan?) y Segunda parte (下巻 Gekan?).

### Playdia
Dragon Ball Z Shin Saiyajin Zetsumetsu Keikaku (真サイヤ人絶滅計画?) son dos videojuegos de playdia, son un video interactivo de la OVA partida en dos partes: Chikyū-Hen (地球編?  Capítulo de la tierra) y Uchū-Hen (宇宙編?  Capítulo del espacio).

### Remake 2010
En 2010, tal y como se había anunciado en la revista Shonen Jump, se incluyó un remake de 30 minutos del OVA en HD con el videojuego Dragon Ball: Raging Blast 2.